# Jaleda Zia
Begum Khaleda Zia o Begum Jaleda Zia (en bengalí: খালেদা জিয়া) (nacida el 15 de agosto de 1946) es una política de Bangladés que fue en dos ocasiones Primera ministra del país, entre 1991 y 1996 y entre 2001 y 2006. Es viuda del presidente asesinado Ziaur Rahman, de quien heredó el liderazgo del Partido Nacionalista de Bangladés.
En 2014, ella y otras personas fueron a juicio por malversación de fondos. Fue condenada a 10 años en octubre de 2018 y además fue condenada por cargos adicionales de corrupción. La salud de Khaleda comenzó a deteriorarse en abril de 2019 y en marzo de 2020 fue liberada de prisión de forma temporal y puesta en vez de ello en arresto domiciliario mientras recibía tratamiento médico. Desde entonces la liberación temporal ha sido extendida cada seis meses.
En 2006 la revista Forbes calificó a Khaleda Zia en el lugar 33 de su lista de las 100 Mujeres Más Poderosas del Mundo.